# MBC 뉴스투데이 전남동부권
《MBC 뉴스투데이 전남동부권》은 여수MBC TV에서 매주 평일 오전 7시 20분에 방송 중인 전남 지역 아침 종합 뉴스 프로그램이다.

## 개요
여수MBC 뉴스투데이로 읽는다.

## 앵커
| 대수 | 진행자          | 진행 기간                          | 비고        |
| ---- | --------------- | ---------------------------------- | ----------- |
| 1대  | 박성언 아나운서 | 일자 미상 ~ 2022년 8월 5일         |             |
| 임시 | 이용선 아나운서 | 2022년 8월 8일 ~ 2022년 9월 2일    |             |
| 2대  | 송유라 아나운서 | 2022년 9월 5일 ~ 2024년 9월 13일   | [ 1 ] [ 2 ] |
| 3대  | 문형철 기자     | 2024년 9월 19일 ~ 2024년 11월 22일 |             |
| 4대  | 김진호 아나운서 | 2024년 11월 25일 ~ 현재            | [ 3 ]       |

## 경쟁 프로그램
- KBS 뉴스광장 광주·전남 (KBS 순천 1TV)
- kbc 모닝와이드 (kbc TV)